# Kreider-Reisner XC-31
Kreider-Reisner XC-31 hay Fairchild XC-31 là một loại máy bay vận tải của Hoa Kỳ trong thập niên 1930, do Kreider-Reisner thiết kế chế tạo. Đây là máy bay một động cơ lớn nhất được chế tạo vào thời kỳ đó, cũng như là máy bay bọc vải cuối cùng do quân đoàn không quân lục quân Hoa Kỳ thử nghiệm.

## Tính năng kỹ chiến thuật
Dữ liệu lấy từ ,
Đặc điểm tổng quát
- Kíp lái: 1
- Sức chứa: 15 hành khách hoặc 3.500 pound (1.600 kg) hàng hóa
- Chiều dài: 55 ft 5 in (16.89 m)
- Sải cánh: 75 ft  in (22.86 m)
- Chiều cao: 15 ft 10 in (4.83 m)
- Diện tích cánh: 802 ft2 (74.5 m2)
- Trọng lượng rỗng: 7322 lb (3321 kg)
- Trọng lượng có tải: 12750 lb (5783 kg)
- Động cơ: 1 × Wright R-1820--25, 750 hp (559 kW)

Hiệu suất bay
- Vận tốc cực đại: 154 mph (248 km/h)
- Vận tốc hành trình: 143 mph (230 km/h)
- Tầm bay: 775 dặm (1247 km)
- Trần bay: 15.000 ft (4570 m)